# Caimital
Caimital es un barrio ubicado en el municipio de Guayama en el estado libre asociado de Puerto Rico. En el Censo de 2010 tenía una población de 4124 habitantes y una densidad poblacional de 448,03 personas por km².

## Geografía
Caimital se encuentra ubicado en las coordenadas 18°00′00″N 66°6′3″O / 18.00000, -66.10083. Según la Oficina del Censo de los Estados Unidos, Caimital tiene una superficie total de 9,2 km², de la cual 9,2 km² corresponden a tierra firme y (0,08%) 0,01 km² es agua.

## Demografía
Según el censo de 2010, había 4124 personas residiendo en Caimital. La densidad de población era de 448,03 hab./km². De los 4124 habitantes, Caimital estaba compuesto por el 72,33% blancos, el 16,29% eran afroamericanos, el 0,75% eran amerindios, el 0,05% eran asiáticos, el 6,21% eran de otras razas y el 4,36% pertenecían a dos o más razas. Del total de la población el 99,27% eran hispanos o latinos de cualquier raza.